# Bringing Back the Balls to Rock
Bringing Back the Balls to Rock var ett av den finska hårdrocksgruppen Lordis bidrag till Eurovision Song Contest 2006, men kom inte med, utan deras andra bidrag, Hard Rock Hallelujah, kom istället med och vann. Låten är skriven av sångaren i bandet; Mr. Lordi. Låten finns även på deras album The Arockalypse som gavs ut 2006.